# Cratere Harunobu
Harunobu è un cratere d'impatto presente sulla superficie di Mercurio, a 14,9° di latitudine nord e 140,88° di longitudine ovest. Il suo diametro è pari a 107 km.
Il cratere è stato battezzato dall'Unione Astronomica Internazionale in onore di Suzuki Harunobu.